# La Laguna, Cuautitlán
La Laguna är en ort i Mexiko, tillhörande Cuautitlán kommun i delstaten Mexiko. La Laguna ligger i den centrala delen av landet och tillhör Mexico Citys storstadsområde. Orten hade 492 invånare vid folkmätningen 2010.